# Swinging Skirts LPGA Classic
De Swinging Skirts LPGA Classic is een jaarlijks golftoernooi voor vrouwen, dat deel uitmaakt van de LPGA Tour. Het toernooi werd opgericht in 2014 en vindt sindsdien plaats op de Lake Merced Golf Club in Daly City, Californië.
Het toernooi wordt over vier dagen gespeeld in een strokeplay-formule en na de tweede dag wordt de cut toegepast.

## Golfbanen
| Jaar  | Golfbaan              | Plaats                | Info                |
| ----- | --------------------- | --------------------- | ------------------- |
| 2014- | Lake Merced Golf Club | Daly City, Californië | Baanrecord: 66 (-6) |

## Winnaressen
| Jaar | Winnares    | Score | Score | Info                               |
| ---- | ----------- | ----- | ----- | ---------------------------------- |
| 2014 | Lydia Ko    | 276   | –12   |                                    |
| 2015 | Lydia Ko po | 280   | –8    | Won de play-off van Morgan Pressel |

| Toernooirecord |  | po = winnares na play-off |